# Latisana
Latisana (Tisane en frioulan) est une commune de la province d'Udine dans la région Frioul-Vénétie Julienne en Italie.

## Administration
| Période                                  | Période  | Identité        | Étiquette              | Qualité |
| ---------------------------------------- | -------- | --------------- | ---------------------- | ------- |
| 4 octobre 2021                           | En cours | Lanfranco Sette | Coalition de la droite |         |
| Les données manquantes sont à compléter. |          |                 |                        |         |

dott. Salvatore Benigno mai 2011

### Hameaux
Latisanotta, Gorgo, Pertegada, Aprillia Marittima, Bevazzana

### Communes limitrophes
Lignano Sabbiadoro, Marano Lagunare, Palazzolo dello Stella, Precenicco, Ronchis, San Michele al Tagliamento

## Personnalité liée à la commune
- Sabrina De Carlo (1988-), femme politique.

Habitants recensés